# Guatteria sessiliflora
Guatteria sessiliflora là loài thực vật có hoa thuộc họ Na. Loài này được (Benth.) Saff. mô tả khoa học đầu tiên năm 1914.